# Джон Базіл Турчин
Джон Базіл Турчин (англ. John Basil Turchin, John B. Turchin; ім'я при народженні — Іва́н Васи́льович Турчанинов (Турчин) (рос. Турчанинов Иван Васильевич); нар. 24 грудня 1822 (за іншими даними — 30 січня 1823), станиця Констянтинівська, Область Війська Донського, тепер м. Константиновськ Ростовської області РФ (за іншими даними, зокрема, за документами Центрального державного військово-історичного архіву (ЦДВІА) РФ, народився у м. Новочеркаську) — пом. 19 червня 1901, м. Енн (Анна), штат Іллінойс, США) — російський та американський військовик, полковник (генштабу[уточнити]) російської імператорської армії (1855), бригадний генерал армії Сполучених Штатів (від 17 липня 1862 р.). Учасник Угорського походу російської армії під командуванням князя І. Ф. Паскевича(-Ериванського) (1849), Кримської війни 1853—1856 років, громадянської війни у США 1861—1865 років (в часі громадянської війни у США займав командні посади у федеративних військах (північні штати) з 1861 по 1864 роки).

## З біографії
Іван Турчин ввійшов в американську історію як герой Громадянської війни США (1861—1865 рр.) Джон Базиль Турчин. Перед його іменем упродовж усього життя незмінним залишався титул «козак». У 1890–х роках на вулицях Чикаго перехожі зупинялися, щоби послухати гру на скрипці, яку виконував красивий із сивиною джентльмен, заробляючи собі на хліб. Кидаючи скромні пожертви виконавцеві, ніхто і не здогадувався, що перед ними — жива легенда громадянської війни, сподвижник Абрагама Лінкольна. Це його в 1865 році це місто зустрічало як національного героя. Влаштувавши парад на його честь, американці подарували іменну шаблю козакові.
Козацький син та онук Іван Турчин (прізвище батька — Турчанинов) народився в 1822 році на донській землі. З дитинства слухав розповіді старожилів про Січ Запорозьку, куди сходились донці з запорожцями і разом йшли в походи проти татар і турків, захищаючи українські землі від руйнувань, разом боролися проти шляхетської Польщі. Пригадував, як дід оповідав про Булавінське повстання 1705—1707 років. Це була війна донських і запорозьких козаків проти московської експансії на козацькі землі Дону. Бойові дії велися переважно на території земель Війська Донського — від річки Айдар до Азовського моря. У повстанні брала участь більшість станиць Війська Донського та близько п’яти тисяч запорозьких козаків (загалом січовиків на Запоріжжі було 10—12 тисяч). Після поразки у війні донське козацтво втратило всі свої вольності і перетворилося на «служилоє сословіє» — допоміжні війська при царській армії, що виконували розвідувальні та поліцейські функції.
Іван хотів якнайшвидше опанувати військову науку. Він навчався в І–му кадетському корпусі військового училища в Петербурзі, згодом у військовій класичній гімназії в Новочеркаську. В 1842 році закінчує Михайлівське артилерійське училище і як козацький офіцер відбуває на службу в Донську козачу гвардію. У 1853 році після закінчення військової академії перед тридцятирічним офіцером генерального штабу відкривалася військова кар’єра. Утім після придушення Угорської революції (1848—1849) та Кримської війни (1853—1856) Іван Турчин подає прохання про відставку.
Небажання служити в царській армії було рівносильним зраді. Іван не міг змиритися з узаконеним в Росії рабством–кріпацтвом, з убогим становищем козацьких полків та намірами імператора захоплювати чужі землі. Разом зі своєю дружиною Надією, донською козачкою, яка була сестрою однополчанина Євгенія Григор’єва, Іван Турчин покидає Росію в 1856 році. Після кількох місяців у Німеччині, Франції та Англії козацький полковник стає політичним емігрантом і в серпні 1856 року прибуває до Америки. Спершу притулок молодому подружжю знайшовся у Філадельфії. Через листування Турчина з приятелем Герценом, який перебував у Лондоні, відомо, що з 1847 року за ним таємно стежили царські «пси» на чолі з графом Бекендорфом. Їм вдалося вийти на слід приналежності Івана Турчина до Донського козачого політичного руху, що мав на меті домогтися повної самостійності Дону. Раптове зникнення одного з кращих офіцерів спричинило потік різних здогадок, проте тільки сам Турчин знав ціну розплати — це довічна еміграція. Через три роки в листі до Герцена він напише, що розчарований браком справжньої свободи в Республіці Америка, яка є «раєм для багатих і де за гроші відмиваються найважчі гріхи». Одночасно дякує Америці за те, що допомогла подолати в ньому амбіції вельможі та стати в один ряд зі звичайними смертними людьми.
Допомагав освоїтись на новій землі емігрантам Джордж Б. Мак–Кіллен, американський капітан Генерального штабу, урожденець Ілліною. Ще в 1856 році в Білорусі Іван Турчин служив начальником штабу окремого гвардійського корпусу, дислокованого на західних, окупованих Росією, землях. Американський військовий міністр Джеферсон Девіс відрядив у Росію військово–технічну місію, у складі якої був ветеран війни між США і Мексикою (1846—1848), згодом віце–президент та головний інженер Іллінойської центральної залізниці Мак–Кіллен... Іван закінчив у Філадельфії трирічне вище інженерне училище, Надія — дворічне медичне училище. У Чикаго Іван став завідувати технічним відділом Іллінойської центральної залізниці. У повітрі пахло війною між Північчю і Півднем. Уже тоді Турчин писав про права і свободи чорношкірого населення, зацікавивши своїми поглядами конгресмена штату Ілліной Абрагама Лінкольна. Особисте знайомство відбулося у Спрінфілді, столиці Ілліною, в 1860 році. Під час виступу майбутнього президента представники Півдня зчинили бійку, під час якої Турчин, ризикуючи життям, допоміг Лінкольну втекти.
Війна почалася в 1861–му. Турчин добровільно вступає до армії Півночі. Його призначають командиром 19 полку добровольців–іллінойців. Переважно це були вчорашні робітники залізниці, фермери, шахтарі. Він складає посібник настанов для бойових занять командирам, редагує газету, де у своїх дописах вказує на помилки командування та бійців. Не маючи власного досвіду ведення війни, американське командування впроваджувало турчиновський на всьому фронті: дії піхоти в розгорненому ланцюгу, штиковий бій, дії мобільних кавалерійських частин, концентрація піхоти та артилерії на головних станціях та стратегічних позиціях, будівництво укріплень у місцях складів із боєприпасами та продуктами харчування і нарешті телефонний зв’язок.
Наприкінці 1861 року Турчин стає командиром бригади в армії генерала Карлоса Бюела. Зимою 1862 року полк у складі дивізії здійснює марш на південь країни — в Північну Алабаму. Добре підготовлена кавалерія Південної армії зустріла противника несподіваними атаками. Для протидії конфедератам Турчин виставляє засідки в місцях ймовірної появи ворога, а сам із захопленого паротяга та залізничних платформ робить бронепоїзд, який здійснює рейди в тил «південних». Бригада Турчина однією з перших набирає чорношкірих новобраців, а військовий польовий шпиталь очолює лікар Надія Турчин. Коли одного дня приступ малярії прикував командира до ліжка, мужня козачка повела солдатів у бій. Із книги про історію Чикаго від найдавніших часів до теперішніх (A. T. Andreas: «History of Chicago from earliest period to the present time» Vol.2, p.181,1885) довідуємося про громадянські подвиги бойового подружжя. Так у першій половині вересня 1861 року поїзд, у якому їхали солдати і офіцери 19–го Іллінойського добровільного піхотного полку, переїжджаючи міст на річці Потомак поблизу містечка Гюрон (штат Індіана) зазнав аварії. Кілька вагонів впали з моста в річку. Полковник Турчин разом із дружиною та іншими військовими, чиї вагони вціліли, кинулися рятувати солдатів. Героїзм та жертовність жінки, її присутність на фронті викликали захоплення в американському суспільстві. Мер містечка Гален — Роберт Брант через пресу подякував рятівникам. Він писав про Надію: «Ця відважна жінка виявила чудо героїзму. Вона стояла в річці, витягувала вбитих та поранених із водяного гробу, розірвала на шматки свій одяг, щоби перев’язати рани воїнам. Своєю поведінкою пані Турчин засвідчила, що вона є вірною бойовою подругою свого чоловіка–командира, який веде за собою в бій хоробрих синів штату Ілліной».
Військово–польовий трибунал звинуватив Турчина у жорстокості та протизаконних діях щодо мирного населення в містечку Афіни у штаті Алабама. Судді, серед яких було немало прихильників політики Півдня, не могли пробачити Турчину того, що вводив кольорове населення до складу бригади. Рішенням суду Турчина звільняють з армії. Після публікації цієї справи у пресі, американська газета Chicago Tribune 7 липня 1862 року писала: «Більш здравомислячого, досвідченого офіцера, доблесного і хороброго, як полковник Турчин, немає в Північній армії сьогодні». Турчин шукає правди у президента США Абрагама Лінкольна.
Вислухавши його, президент не лише скасував рішення суду, а й призначив Івана бригадним генералом, наказавши прийняти командування армійською бригадою. Американська військова мемуаристика зберігає цікаві матеріали про перемоги дивізії під командуванням Турчина під Гантсвілем, Чикамога, Чатануга, на гірському хребті Місіонери–Рідж та знаменитий «марш до океану».
Генерал Турчин із дружиною кілька років прожили в Чикаго, на околиці Кенвуд. Він працював у головному управлінні Центральної Іллінойської залізниці. На цей час припадає перша хвиля еміграції з країн східної Європи. Турчини спричинилися до заснування містечка Радом на півдні Ілліною. Першими поселенцями були польські родини. Їм генерал допоміг побудувати костел і школу. Особисто брав участь у благодійних концертах, які мали великий успіх. Жив дуже скромно, у маленькому будинку в містечку Енн, підробляючи на життя віртуозною грою на скрипці на вулицях Чикаго. Невеликі гонорари від продажу книжок надходили дуже рідко. Коли до Вашингтона дійшли чутки, що національний герой живе в бідності, Конгрес призначив йому щомісячну пенсію у розмірі 50 доларів. Туга за Батьківщиною з роками краяла серце. Після двох місяців важкої хвороби він помер у лікарні на руках у своєї дружини. В офіційному повідомленні американського військового міністерства зазначалося: «18 липня 1901 року у віці 79 років помер генерал Турчин, хоробрий козак великої армії республіки США». Згідно з волею покійного та за розпорядженням президента США, ген. Джона Базиля, Турчина поховано на американському національному цвинтарі у місті Моан Сіті на півдні штату Ілліной.
Поруч із ним поховано дружину Надію Турчин, яка пережила свого чоловіка на три роки.

### Додаткові посилання
- Bradley, George C., and Dahlen, Richard L., From Conciliation to Conquest.  The Sack of Athens and the Court-Martial of Colonel John B. Turchin (The University of Alabama, 2006) ISBN 0-8173-1526-8 (link here [Архівовано 14 червня 2020 у Wayback Machine.])
- James A Treichel. Union Cossack : General John B. Turchin's Career in the American Civil War. Thesis/dissertation: Manuscript. M.A. Marquette University 1962. [Архівовано 14 червня 2020 у Wayback Machine.]
- Colvin, Ronald Edward. "The just objects of war: Conduct of Union troops toward non-combatants and private property in Alabama, 1862--1865" (1983). Dissertations, Theses, and Masters Projects. Paper 1539625228. [Архівовано 14 червня 2020 у Wayback Machine.]